# Aeons of Magick
Aeons of Magick – pierwszy album portugalskiego zespołu muzycznego Sirius wydany w lutym 2000 roku.

## Lista utworów
1. "Sidereal Mirror" - 06:18
2. "The Collapsing Spheres of Time" - 09:13
3. "Ethereal Flames of Chaos" - 06:31
4. "The Stargate" - 03:36
5. "Travellers of the Stellar Ocean" - 06:26
6. "Aeons of Magick" - 09:16
7. "Beyond the Scarlet Horizon" - 05:36